# Captain HOOK love's lock.
『Captain HOOK love's lock.』は、インディーズレーベル　IM（アイム）により企画、HOBiRECORDSから発売されたオリジナルドラマCDシリーズ作品。本編2巻に主題歌とED、キャラソングが収録されたvocal maxiが発売。原案・シナリオは二宮愛、イラストはキリシマソウ、音楽はZIZZ STUDIOが担当。

## 登場人物
柴コ（しばこ） （声：皆川純子）
本作の主人公。ギアの客人として招かれた少年。
伊智（いち） （声：鳥海浩輔）
囚人No.2。柴コに興味を持つ。
黄泉（よみ） （声：藤原啓治）
囚人No.43。大量虐殺者としてギアに収容されたサイコパス。本当の名はピーター・パンの原作者と同じのジェームス・マシュー・バリー。
ダーリング （声：三木眞一郎）
ギアを取り仕切る政府の人間。黄泉の元上司。
葬儀屋（そうぎや） （声：石田彰）
ギアの便利屋。柴コを案内する。
鍵穴（かぎあな） （声：折笠愛）
ギアの売春婦。
ウェンディ （声：三石琴乃）
黄泉と関わりがある少女。黄泉を「おじさま」と呼ぶ。
刹那（せつな） （声：宮野真守）

## CD
- Captain HOOK love's lock. get off the track
- Captain HOOK love's lock. genetic aberration
- Captain HOOK love's lock. vocal maxi STAY A FAKE

vocal maxi
- STAY A FAKE(主題歌)　Vocal:伊智(cv:鳥海浩輔)
- おやすみ、その日まで(ED)　Vocal:いとうかなこ
- ONE LAST TIME(character song)　Vocal:伊智(cv:鳥海浩輔)

特典ディスク
- 全巻購入特典
  - メッセサンオー:Captain HOOK love's lock. Episode【26】
  - アニメイト:Captain HOOK love's lock. Episode【404】

雑誌特典
- COOL-B vol.15　付録CD-ROM収録ミニドラマ:Captain HOOK love's lock. Episode【43】

## 書籍
- Captain HOOK love's lock. DOG END　ファンブック
  - Jingle All the Way Episode.43x1244=???
  - Bump off that fellow]